# شیطان و دنیل وبستر (فیلم)
«شیطان و دنیل وبستر» (انگلیسی: The Devil and Daniel Webster) فیلمی در ژانر فانتزی به کارگردانی ویلیام دیترله است که در سال ۱۹۴۱ منتشر شد.

## بازیگران
- ادوارد آرنولد
- والتر هیوستون
- جین دارول
- سیمون سیمون
- جین لوکارت
- اچ. بی. وارنر
- آن شرلی
- جیمز کریگ
- ادی بوردن